# Hmotnostní průtok
Jako hmotnostní průtok {\displaystyle {\dot {m}}} se označuje hmotnost {\displaystyle m} tekutiny (kapaliny nebo plynu), která za jednotku času projde průtočným průřezem v určitém systému. Ve starší literatuře se lze setkat i s termínem průtočná hmota, v angličtině se tato veličina nazývá mass flow rate a v němčině Massenstrom nebo Massendurchsatz.

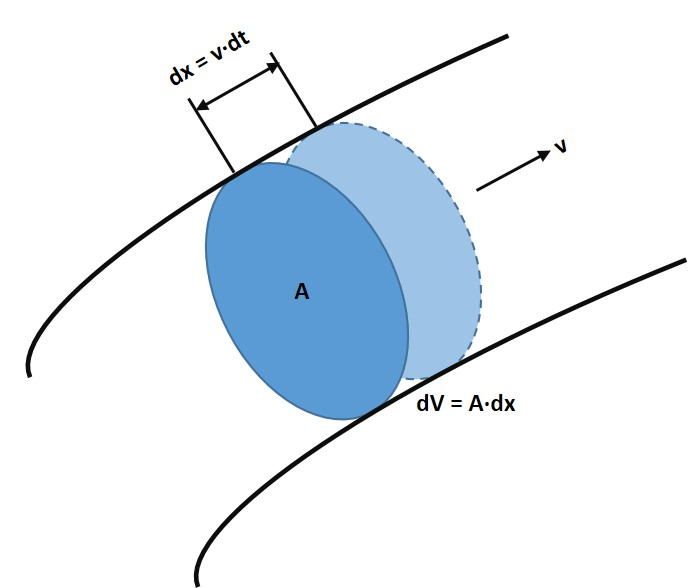
Proudová trubice

V úzké proudové trubici lze předpokládat, že všechny částice tekutiny mají stejnou rychlost {\displaystyle v}, která je kolmá na průřez {\displaystyle A}. Za čas {\displaystyle dt} tedy průřezem {\displaystyle A} proteče tekutina objemu {\displaystyle dV}, pro který platí:
{\displaystyle dV} {\displaystyle =} {\displaystyle A}·{\displaystyle dx} {\displaystyle =} {\displaystyle A}·{\displaystyle v}·{\displaystyle dt}
Objem {\displaystyle dV} obsahuje tekutinu o hmotnosti {\displaystyle dm} {\displaystyle =} {\displaystyle \rho }·{\displaystyle dV}, kde {\displaystyle \rho } {\displaystyle =} {\displaystyle m/V} je hustota dané tekutiny. Pro hmotnostní průtok tedy dostáváme
{\displaystyle {\dot {m}}} {\displaystyle =} {\displaystyle {dm \over dt}} {\displaystyle =} {\displaystyle \rho }·{\displaystyle {dV \over dt}} {\displaystyle =} {\displaystyle \rho }·{\displaystyle A}·{\displaystyle v}.
Při označení hmotnostního průtoku symbolem {\displaystyle {\dot {m}}} je použita Newtonova notace, podle níž tečka nad {\displaystyle m} znamená derivaci podle času. V technické literatuře se lze často setkat i se symbolem {\displaystyle Q}, kterým se obecně označuje průtočné množství. Pak je ovšem třeba pomocí dalších indexů rozlišovat mezi průtokem objemovým
{\displaystyle Q_{V}} {\displaystyle =} {\displaystyle {dV \over dt}} {\displaystyle =} {\displaystyle {\dot {V}}} a průtokem hmotnostním
{\displaystyle Q_{m}} {\displaystyle =} {\displaystyle {dm \over dt}} {\displaystyle =} {\displaystyle {\dot {m}}}.
Objemový průtok lze pomocí vztahu {\displaystyle {\dot {m}}} {\displaystyle =} {\displaystyle \rho }·{\displaystyle {\dot {V}}} snadno přepočítat na průtok hmotnostní a naopak. Jednotkou hmotnostního průtoku v soustavě SI je kg·s−1. V praxi se lze setkat i s jinými jednotkami, jak metrickými, tak anglosaskými.
Jelikož hmotnost {\displaystyle m} je skalární veličina, je skalárem i hmotnostní průtok {\displaystyle {\dot {m}}}. V mechanice kontinua je však třeba s některými ze shora uvedených veličin pracovat jako s vektory. Jak průtočný průřez {\displaystyle {\overrightarrow {A}}}, tak rychlost {\displaystyle {\overrightarrow {v}}} mají určitou orientaci v prostoru. (V případě vektoru {\displaystyle {\overrightarrow {A}}} určuje jeho prostorovou orientaci normálový vektor, který je kolmý na průřez {\displaystyle A}.) Objemový element {\displaystyle dV} potom určíme pro obecně orientované vektory {\displaystyle {\overrightarrow {A}}}  a {\displaystyle {\overrightarrow {v}}} jako
{\displaystyle dV} {\displaystyle =} {\displaystyle {\bigl (}}{\displaystyle {\overrightarrow {A}}}·{\displaystyle {\overrightarrow {v}}}{\displaystyle {\bigr )}}·{\displaystyle dt} {\displaystyle =} {\displaystyle A}·{\displaystyle v}·{\displaystyle \cos \alpha }·{\displaystyle dt},
kde {\displaystyle {\bigl (}}{\displaystyle {\overrightarrow {A}}}·{\displaystyle {\overrightarrow {v}}}{\displaystyle {\bigr )}} je skalární součin vektorů {\displaystyle {\overrightarrow {A}}} a {\displaystyle {\overrightarrow {v}}} svírajících úhel {\displaystyle \alpha }. Pro speciální případ kolineárních vektorů ({\displaystyle \alpha } {\displaystyle =} {\displaystyle 0}, {\displaystyle \cos 0} {\displaystyle =} {\displaystyle 1}) dostaneme výše uvedený výraz {\displaystyle dV} {\displaystyle =} {\displaystyle A}·{\displaystyle v}·{\displaystyle dt} platný pro tekutinu procházející kolmo průřezem {\displaystyle A}. 